# Cícero Santos
Cícero Santos (auch Cícero, * 26. August 1984 in Castelo, Bundesstaat Espírito Santo) ist ein ehemaliger brasilianischer Fußballspieler. Er spielte im offensiven Mittelfeld.

## Karriere
Cícero begann seine Karriere in der Jugend des EC Bahia und spielte anschließend für den Figueirense FC, bevor er 2006 zum FC Tombense und von dort zu Fluminense Rio de Janeiro wechselte. Mit Figueirense gewann er 2006 die Meisterschaft des Bundesstaates Santa Catarina (Staatsmeisterschaft von Santa Catarina), mit Fluminense 2007 den brasilianischen Pokal (im Finale gegen Figueirense), womit sich die Mannschaft für die Copa Libertadores qualifizierte. Mit Fluminense zog Cícero bis ins Finale der Copa Libertadores 2008 ein. Er wurde in beiden Finalspielen eingesetzt. Im entscheidenden Elfmeterschießen, in dem Fluminense gegen LDU Quito unterlag, war er der einzige Spieler seiner Mannschaft, der einen Elfmeter verwandeln konnte.
Im Juli 2008 wechselte er auf Leihbasis für zwei Jahre zu Hertha BSC, das ebenfalls eine Kaufoption erwarb. Von dieser Option machte Hertha aber keinen Gebrauch, sodass er für ein Jahr, erneut mit Kaufoption, an den VfL Wolfsburg weiterverliehen wurde. Somit folgte er seinem Berliner Mannschaftskollegen Arne Friedrich, der ebenfalls nach Wolfsburg gewechselt war. Der Verein nutzte die im Vertrag enthaltene Kaufoption, die am 31. Mai 2011 abgelaufen war, nicht. Im Juli 2011 wurde Cícero an den FC São Paulo ausgeliehen, bei dem er einen Zweijahresvertrag unterschrieb. Im Jahr 2013 wurde er bis 2014 an den FC Santos weiterverliehen.
Mitte 2017 nahm Fluminense Cícero wieder unter Vertrag. Er spielte für den Klub in der Série A. Im Jahr 2015 wurde er für wenige Monate an al-Gharafa nach Katar ausgeliehen. Bei Fluminense wurde er zur Stammkraft im Mittelfeld. Anfang 2017 lieh ihn der FC São Paulo aus. Dort verlor er nach zehn Einsätzen seinen Platz im Team und wurde nicht mehr berücksichtigt. Im Oktober 2017 verpflichtete ihn Grêmio Porto Alegre. Nach zwei Jahren und mit dem wichtigsten Sieg im südamerikanischen Fußball, der Copa Libertadores 2017, verließ Santos den Klub im Februar 2019. Er unterzeichnete einen neuen Kontrakt beim Botafogo FR. Hier beendete Anfang 2021 seine aktive Laufbahn.

## Nationalmannschaft
Durch seine guten Leistungen in der Bundesliga wurde er im Jahr 2010 zu einem Spiel der Nationalmannschaft eingeladen, kam jedoch nicht zum Einsatz.

## Erfolge
FC São Paulo
- Copa Sudamericana: 2012

Flamengo
- Copa do Brasil: 2006

Fluminense
- Copa do Brasil: 2007
- Primeira Liga do Brasil: 2016

Grêmio
- Copa Libertadores: 2017
- Recopa Sudamericana: 2018